# Monongahela (Pennsylvanie)
Monongahela, appelée localement Mon City, est une ville située au sud du comté de Washington, en Pennsylvanie, aux États-Unis,. En 2010, elle comptait une population de 4 300 habitants, estimée au 1er juillet 2020 à 4 267 habitants. La ville est fondée en 1770 et incorporée le 24 mars 1873.

## Démographie
Lors du recensement de 2010, la ville comptait une population de 4 300 habitants. Elle est estimée, en 2020, à 4 267 habitants.

## Personnalités
Morton John Elrod (1863-1953), écologiste et universitaire, y est né.

### Source de la traduction
- (en) Cet article est partiellement ou en totalité issu de l’article de Wikipédia en anglais intitulé « Monongahela, Pennsylvania » (voir la liste des auteurs).